# Герб Гвардійського
Герб Гвардійського затверджений рішенням Гвардійської селищної ради N° 9-14/V 14 серпня 2007 року. Автор К. О. Куліковська.

## Опис
У срібному щиті над увігнуто відділеною георгіївською стрічкою синьою основою сходить золоте сонце, над ним емблема Сухопутних військ ЗСУ.
Щит оточений золотим дубовим вінком (в офіційному опису не зазначено, що, за малюнком, двічі перевитим георгіївською стрічкою) та увінчаний міською мурованою тризубою короною.

## Значення
Гвардійська Георгіївська стрічка, ознака радянської гвардії, робить герб Гвардійського промовистим. Селище є військовим містечком, тому емблема ЗСУ. Синя основа передає річку Самару.

## Критика
За правилами геральдики неприпустимо накладати метал на метал: золото на срібло.
Георгіївська стрічка вже не є актуальною.